# 미역
미역(학명: Undaria pinnatifida)은 바다에서 서식하는 미역과의 갈조류이다. 식물과 유사하지만, 분류상으로는 식물이 아니라 원생생물에 속한다. 원시식물 또는 미생물과도 유사한 특징이 있다. 무기질, 비타민 및 섬유질 성분, 점질성 다당류, 아이오딘을 함유하고 있어 식용된다.
중국과 일본, 한국 등 동북 아시아 지역에서 주로 이용되는 식품으로, 한국 기록에는 고려 시대인 12세기에도 먹었다는 기록이 보이고, 중국 기록에는 8세기에 이미 한국 사람들이 먹고 있었다는 기록이 있는 등 오래전부터 널리 식용되었다. 한국에서는 산모에게 미역국을 먹이는 풍습도 있다. 한방에서 미역은 해채(海菜)나 감곽(甘藿), 자채(紫菜), 해대(海帶) 등으로 불린다.

## 생물의 분포 정보
종래에는 주로 한국, 일본, 중국의 비교적 낮은 수온의 온대성 연안지역에 자연 서식하여 왔으나, 최근 수십 년간 남태평양 동안, 북대서양 동안, 지중해, 오스트레일리아 남안에서 발견되어 빠르게 침투하는 현상이 발견되고 있다. 대한민국 전 해안에 분포하나, 한류와 난류의 영향을 강하게 받는 지역에는 분포하지 않는다. 겨울에서 봄에 걸쳐서 주로 채취되며, 이 시기에 채취된 것이 가장 맛이 좋다.

## 이용정보

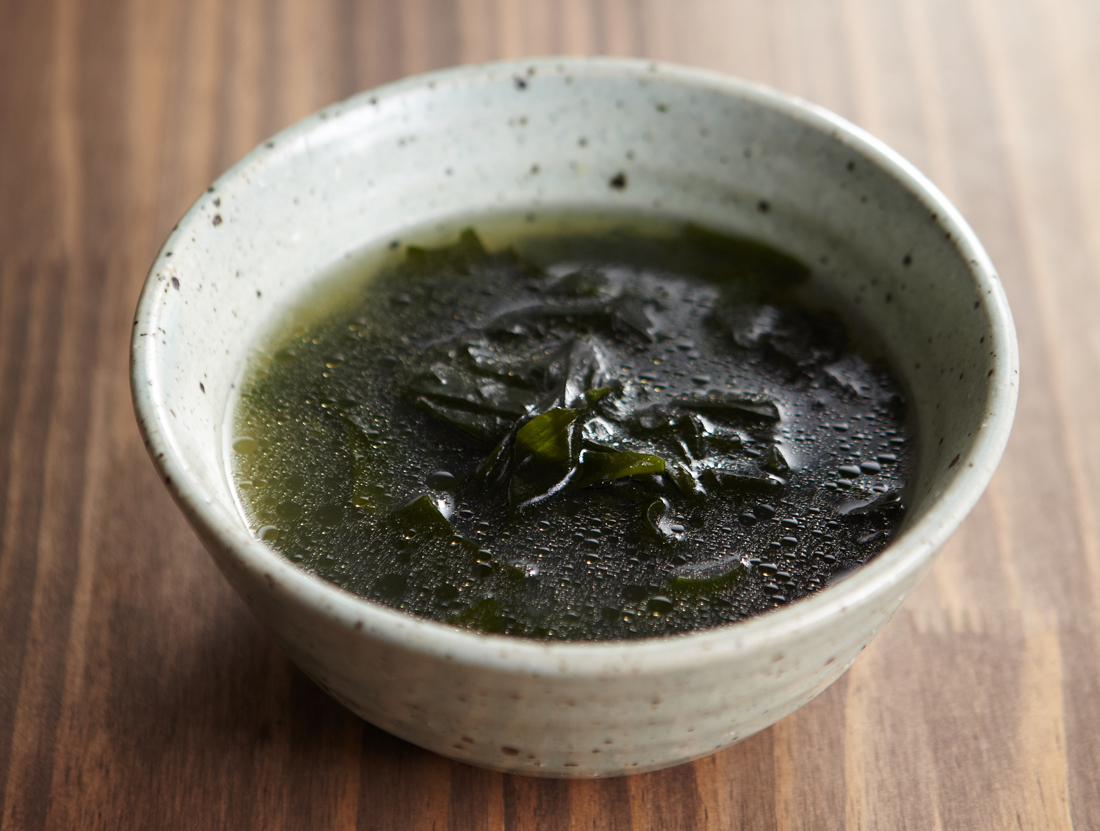
미역국

다시마와 함께 전복 양식의 주요 먹이로 이용되며, 주로 한국과 일본에서만 식용으로 이용된다. 식이섬유와 칼륨, 칼슘, 아이오딘 등이 풍부하여 신진대사를 활발하게 하고, 산후조리, 변비와 비만 예방, 철분과 칼슘 보충에 탁월하여 일찍부터 애용되어 왔다.

## 역사
당나라 때 서견(徐堅 : 659~729)과 그의 동료들이 지은 백과사전 《초학기》(初學記)에 “고래가 새끼를 낳은 뒤 미역을 뜯어 먹어 산후의 상처를 낫게 하는 것을 보고 고려(=고구려) 사람들이 산모에게 미역을 먹인다”라고 했다는 기록이 있다고 한다. 송나라 때 서긍이 지은 《고려도경》에서는 ˝미역은 (고려에서) 귀천이 없이 널리 즐겨 먹고 있다. 그 맛이 짜고 비린내가 나지만 오랫동안 먹으면 그저 먹을 만하다.˝라고 나와 있다.
조선 헌종 때 실학자 이규경의 《오주연문장전산고》(五洲衍文長箋散稿) 〈산부계곽변증설〉(産婦鷄藿辨證說)에는 구전 전승을 다음과 같이 기록하고 있다.
어떤 사람이 바다에서 헤엄치다가 막 새끼를 낳은 고래에게 먹혀 배 속에 들어갔더니 그 안에 미역이 가득 붙어 있었으며 장부(臟腑)의 악혈이 모두 물로 변해 있었다. 고래 배 속에서 겨우 빠져나와 미역이 산후 조리하는 데 효험이 있다는 것을 세상에 알렸다.

고려시대에 이미 몽골에 수출했다는 기록도 있다. 《고려사》에는 “고려 11대 문종 12년(1058년)에 곽전(藿田 : 바닷가의 미역을 따는 곳)을 하사하였다”라는 기록과 “고려 26대 충선왕 재위 중(1301년)에 미역을 원나라 황태후에게 바쳤다”라는 기록도 있다.
민간에서는 산후선약(産後仙藥)이라 하여 산모가 출산한 후에 바로 미역국을 먹이는데, 이를 ‘첫국밥’이라 하며, 이때 사용하는 미역은 ‘해산미역’이라 하여 넓고 긴 것을 고르며 값을 깎지 않고 사오는 풍습이 있다.
《동의보감》에선 “해채는 성질이 차고 맛이 짜며 독이 없다. 효능은 열이 나면서 답답한 것을 없애고 기(氣)가 뭉친 것을 치료하며 오줌을 잘 나가게 한다.”라는 기록이 있다.
20세기 이후 양식기술의 발달로 가공품으로 많이 이용·수출되고 있으며, 국이나 냉국 혹은 무침·볶음·쌈 등 다양한 방법으로 식용한다. 다이어트 식품으로도 각광받고 있다.

## 효능

### 항산화제
해조류는 비타민 A, C 및 E를 포함한 항산화제가 풍부하다. 또한 해조류에는 자유 라디칼 손상으로부터 세포막을 보호하는 것으로 입증된 플라보노이드 및 카로티노이드를 비롯한 광범위한 식물 화학 물질이 포함되어 있다.

### 심장 질환
해초는 혈중 콜레스테롤 수치를 낮추는 데 도움이 될 수 있다. 8주 동안 동결 건조된 해조류가 10% 첨가된 고지방식이를 먹인 쥐를 대상으로 한 연구에 따르면 보충제를 섭취하지 않은 쥐보다 총 콜레스테롤이 40%, LDL 콜레스테롤이 36%, 중성지방이 31% 더 적었다. 과도한 혈액 응고는 또한 심장병을 유발할 수 있다. 해조류에서 발견되는 탄수화물인 푸칸은 혈전 형성을 늦출 수 있다. 사실, 한 동물 연구에서는 해조류의 푸칸이 혈액 응고를 예방하는 데 응고 촉진제만큼 효과적이라는 사실을 발견했다.

### 체중 감량
해조류는 섬유질이 풍부한 저칼로리 식품이다. 해초에는 위를 비우는 속도를 늦추는 섬유질도 포함되어 있다. 이렇게 하면 포만감을 더 오래 느끼고 배고픔을 피할 수 있다. 해초는 항비만 효과도 있다고 한다. 여러 동물 조사에서 푸코잔틴이라는 해조 성분이 체지방 감소에 도움이 될 수 있다고 제안했다.

### 섬유 및 다당류
해조류는 섬유질이 풍부하여 장 건강에 도움이 되는 것으로 나타났다. 다시마의 대부분은 건조 중량의 25~75%로 구성된다. 이것은 대부분의 과일과 채소의 섬유질 함량보다 많다(섬유질은 소화에 저항할 수 있으며 대신 대장에서 박테리아의 식품 공급원으로 활용될 수 있다). 또한 특정 해조류에 함유된 황산화 다당류는 "건강한" 장내 세균의 성장을 촉진하는 것으로 밝혀졌다. 황산화 다당류는 또한 장에 있는 세포를 돕고 영양을 공급하는 단쇄 지방산(SCFA)의 합성을 촉진할 수 있다.

## 같이 보기
- 다시마목
- 콤부

## 참고
- 엄애선 (2006년 3월 22일). “암을 이기는 한국인의 음식] (19) 미역”. 한국일보. 2008년 2월 13일에 원본 문서에서 보존된 문서. 2007년 12월 25일에 확인함.
- 김은정 (2005년 9월 1일). “여자 몸을 맑게, 미역국 이야기”. 팟찌. 2007년 12월 25일에 확인함.[깨진 링크(과거 내용 찾기)] 보기

- 미역국
- 다시마
- 김